# Gare de Sidi Amar (Annaba)
Pour les articles homonymes, voir Gare de Sidi Amar.
La gare de Sidi Amar est une gare ferroviaire algérienne située sur le territoire de la commune de Sidi Amar, dans la wilaya d'Annaba.

## Situation ferroviaire
La gare est située au sud de la ville de Sidi Amar, sur la ligne d'Annaba à Sidi Amar. Terminus de la ligne, elle est précédée de la gare de Chaiba.

## Service des voyageurs

### Desserte
Située à proximité du pôle universitaire Sidi Amar de l'université Badji Mokhtar d'Annaba, la gare est desservie par les trains régionaux de la liaison Annaba - Sidi Amar,.